# Rainy Lake (Snake Creeks avrinningsområde)
Rainy Lake är en sjö i Kanada.   Den ligger i countyt Lennox and Addington County och provinsen Ontario, i den sydöstra delen av landet, 130 km väster om huvudstaden Ottawa. Rainy Lake ligger 437 meter över havet. Den ligger vid sjöarna  Big Yirkie Lake och Denbigh Long Lake.
I omgivningarna runt Rainy Lake växer i huvudsak blandskog. Trakten runt Rainy Lake är nära nog obefolkad, med mindre än två invånare per kvadratkilometer.